# تالنه
شهر تالنه (به روسی: Тальне) در استان چرکاسی در کشور اوکراین واقع شده‌است. جمعیت این شهر ۱۶٬۳۸۸ نفر  است.

## نگارخانه

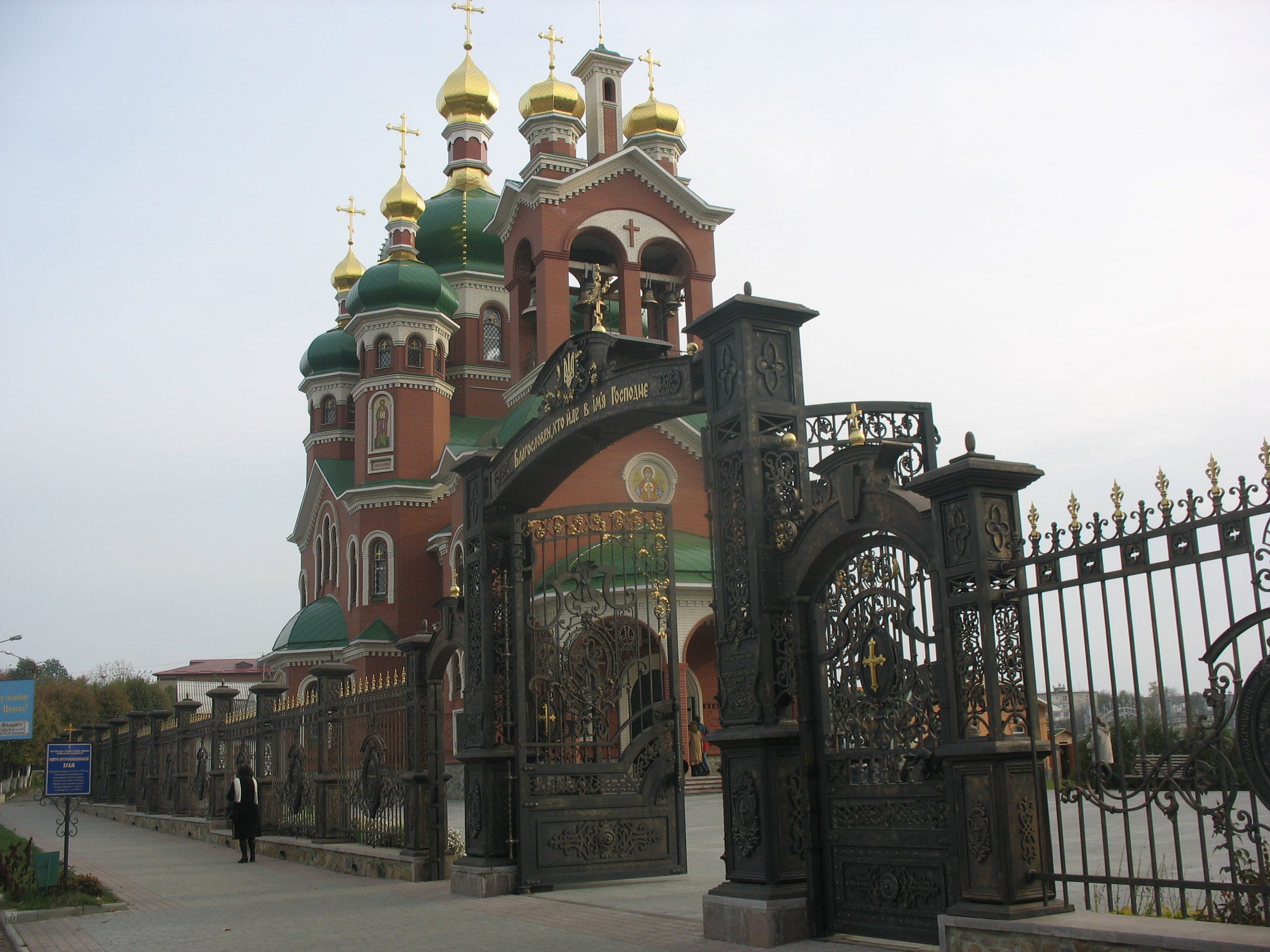
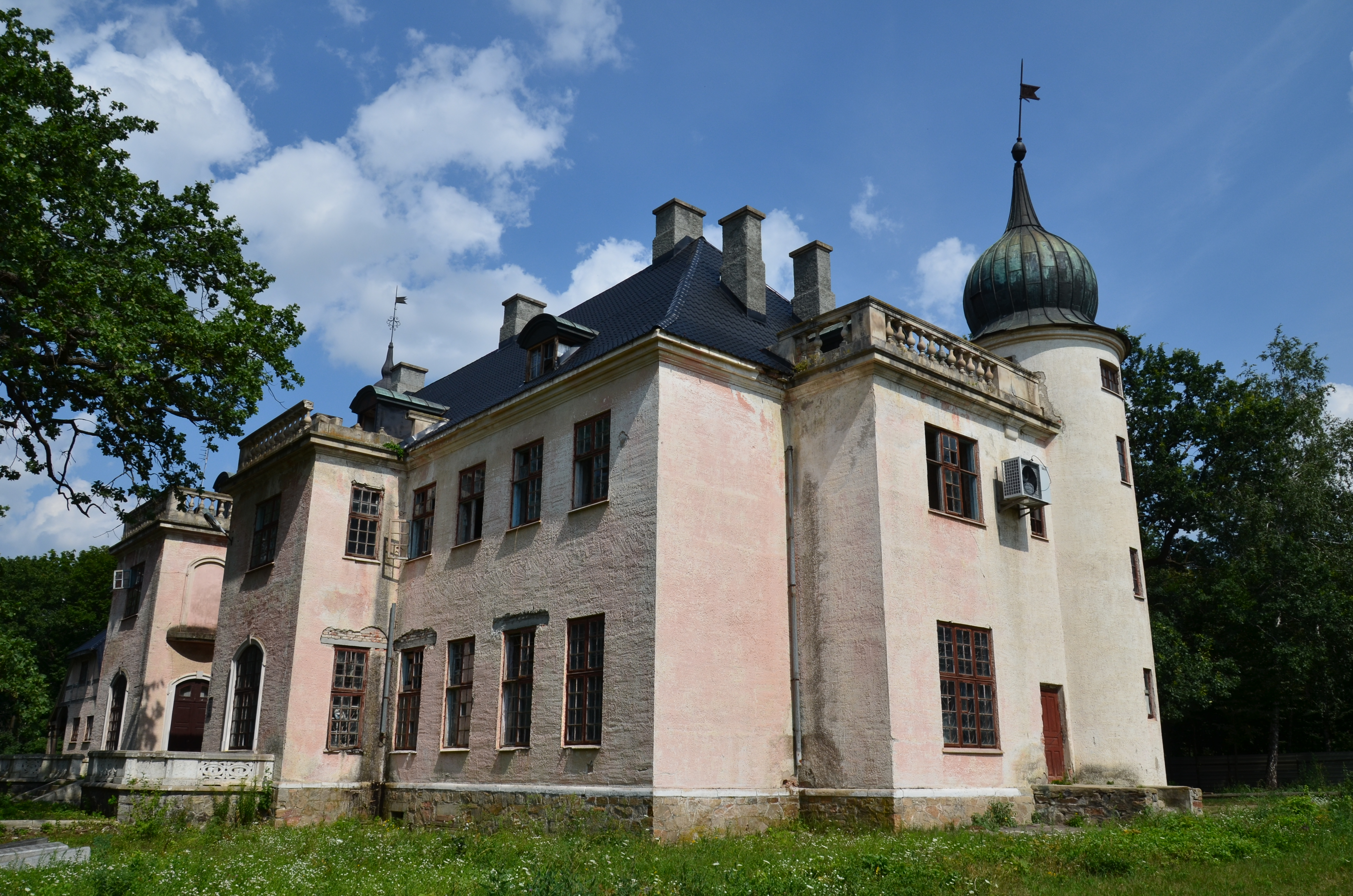